# Импресия (онлайн реклама)
 Тази статия е за понятието „импресия“ в онлайн рекламата.  За същия термин в областта на изкуството вижте Импресия.  
Импресия (в контекста на онлайн рекламата) се нарича показването на рекламен материал (най-често уеб банер) в онлайн медия.
Всяко изтегляне на рекламния материал от неговия източник се счита за отделна импресия. Фактът, дали потребителят е щракнал или взаимодействал по друг начин с рекламата, не оказва влияние върху броя на импресиите.
Поради възможността от измами чрез роботизирана активност, тези действия обикновено се анализират и филтрират.

## Цел
Броят на импресиите служи за измерване на рекламния трафик и често определят цената на онлайн рекламата. Цената за импресия не трябва да се бърка с цената за кликване върху реклама.

## Развитие
Различни национални и международни агенции в областта на рекламата работят за създаването на нов стандарт, който да отчита по-точно показванията на реклама в онлайн медиите.
- Обслужени импресии е текущия стандарт. Те се отчитат от рекламните сървъри и записват всяко изтегляне на рекламния материал, без значение дали той е напълно зареден във визуалното пространство на крайния потребител.
- Импресии във видимата област на екрана се определят като такива, когато поне 50% от рекламата е видима за потребителя за време най-малко от една секунда.